# Stadion Biljanini Izwori
Stadion Biljanini Izvori – wielofunkcyjny stadion w Ochrydzie, w Macedonii. Może pomieścić 2,500 widzów. Swoje spotkania rozgrywa na nim drużyna FK Ochryda.